# Садорра, Хулио Каталино
Хулио Каталино Садорра (род. 14 сентября 1986, Бакоор, КАЛАБАРСОН) — филиппинский шахматист, гроссмейстер (2011).
В составе национальной сборной участник 41-й шахматной олимпиады (2014) в г. Тромсё.
Поделил 1-3 места в Открытом чемпионате США по шахматам 2013 года (вместе с Д. Фриделем и М. Молнером).

## Спортивные достижения
| Год  | Город     | Турнир                                                             | + | − | = | Результат | Место |
| ---- | --------- | ------------------------------------------------------------------ | - | - | - | --------- | ----- |
| 2007 | Манила    | «Prospero Pichay Cup»                                              | 4 | 2 | 3 | 5½ из 9   | [ 2 ] |
| 2010 |           | «NAtional Championship — 3rd Phoenix Battle of Grandmasters (men)» |   |   |   | из        | [ 3 ] |
| 2011 | Ричардсон | «UTD Spring GM Invitational sponsored by Turner Construction»      | 4 | 1 | 7 | 7½ из 12  | [ 4 ] |
|      |           |                                                                    |   |   |   | из        |       |

## Изменения рейтинга
| Графики недоступны из-за технических проблем. См. информацию на Фабрикаторе и на mediawiki.org. |